# نادي شكوبي
نادي شكوبي هو نادي كرة قدم مقدوني يلعب في الدوري المقدوني الأول لكرة القدم،تأسس في 2012.